# Adalto (futebolista)
Adalto Batista da Silva (Votuporanga, 30 de agosto de 1978) é um ex-futebolista brasileiro que atuava como Lateral-esquerdo.

## Carreira
Em julho de 2008, acabou a sua ligação contratual com o Vitória de Setúbal, por não terem as partes chegado a acordo para prolongar o contrato.
Disputou a Série C do Campeonato Brasileiro pela equipe do Marília.

## Títulos
Nacional do Uruguai
- Campeonato Uruguaio 1ª Divisão: 2000, 2001[2]

Palmeiras
- Taça Cidade de Jacutinga: 2002